# Cardamine chiriensis
Cardamine chiriensis là một loài thực vật có hoa trong họ Cải. Loài này được Miyabe & Tatew. mô tả khoa học đầu tiên năm 1936.